# Сесіл Мак-Мастер
Сесіл Чарльз Мак-Мастер (англ. Cecil Charles McMaster; 5 червня 1895 — 11 вересня 1981) — південноафриканський легкоатлет, бронзовий призер Олімпійських ігор (1924).

## Біографія
Народився 5 червня 1895 року (за іншими даними — 10 червня 1900 року) в місті Порт-Елізабет, Східна Капська провінція, Південна Африка.
У складі збірної команди ПАС двічі брав участь у літніх Олімпійських іграх: у 1920 та 1924 роках. На VII літніх Олімпійськах іграх 1924 року в Парижі (Франція) у змаганнях зі спортивної ходьби на 10 кілометрів серед чоловіків посів 3-є місце з результатом 29.08.0 та виборов бронзову олімпійську медаль.
Помер 11 вересня 1981 року в місті Джермістон, провінція Ґаутенг, ПАР.